# Lista de deputados estaduais de Mato Grosso da 19.ª legislatura
Esta é a lista de deputados estaduais de Mato Grosso para a legislatura 2019–2023. Nas eleições estaduais em Mato Grosso em 2018, em 7 de outubro de 2018, foram eleitos 24 deputados estaduais, dos quais dez foram reeleitos.

## Composição das bancadas
| Partido      | Líder                     | Bancada | Posição      |
| ------------ | ------------------------- | ------- | ------------ |
| MDB          | Thiago Silva              | 3 / 24  | Independente |
| PSL          | Delegado Claudinei        | 3 / 24  | Governo      |
| PSB          | Doutor Eugênio            | 2 / 24  | Oposição     |
| DEM          | Dilmar Dal Bosco          | 2 / 24  | Governo      |
| PSDB         | Guilherme Maluf           | 2 / 24  | Governo      |
| PSC          | Sebastião Rezende         | 2 / 24  | Governo      |
| PT           | Lúdio Cabral              | 2 / 24  | Oposição     |
| PV           | Doutor Gimenez            | 2 / 24  | Independente |
| PSD          | Ninho                     | 1 / 24  | Governo      |
| DC           | Elizeu Nascimento         | 1 / 24  | Oposição     |
| Republicanos | Valmir Moretto            | 1 / 24  | Oposição     |
| PP           | Paulo Araújo              | 1 / 24  | Governo      |
| PROS         | João Batista do Sindispen | 1 / 24  | Governo      |
| PDT          | Professor Allan           | 1 / 24  | Governo      |

## Deputados Estaduais
| Nome                      | Partido      | Coligação                               | Votos nominais | Notas | Ref   |
| ------------------------- | ------------ | --------------------------------------- | -------------- | --- | ----- |
| Janaína Riva              | MDB          | DEM - PDT - PSC - MD - PHS - PSD - PMBB | 51.546         | | [ 1 ] |
| Ninho                     | PSD          | DEM - PDT - PSC - MD - PHS - PSD - PMB  | 37.501         | | [ 1 ] |
| Max Russi                 | PSB          | PSB - PPS                               | 35.042         | | [ 1 ] |
| Eduardo Botelho           | DEM          | DEM - PDT - PSC - MD - PHS - PSD - PMB  | 33.788         | | [ 1 ] |
| Delegado Claudinei        | PSL          | PSL                                     | 29.988         | | [ 1 ] |
| Guilherme Maluf           | PSDB         | PSDB                                    | 29.959         | | [ 1 ] |
| Dilmar Dal Bosco          | DEM          | DEM - PDT - PSC - MD - PHS - PSD - PMB  | 28.827         | | [ 1 ] |
| Sebastião Rezende         | PSC          | DEM - PDT - PSC - MD - PHS - PSD - PMB  | 25.683         | | [ 1 ] |
| Xuxu Dalmolin             | PSC          | DEM - PDT - PSC - MD - PHS - PSD - PMB  | 23.764         | | [ 1 ] |
| Lúdio Cabral              | PT           | PR - PRB - PT - PC do B                 | 22.701         | | [ 1 ] |
| Valdir Barranco           | PT           | PR - PRB - PT - PC do B                 | 21.970         | | [ 1 ] |
| Elizeu Nascimento         | DC           | DC - PRTB - AVANTE                      | 21.347         | | [ 1 ] |
| Valmir Moretto            | Republicanos | PR - PRB - PT - PC do B                 | 21.261         | O partido mudou de nome, antes se chamava PRB.                                                                            | [ 1 ] |
| Faissal                   | PV           | PV - PTB                                | 20.509         | | [ 1 ] |
| Doutor João               | MDB          | DEM - PDT - PSC - MD - PHS - PSD - PMB  | 19.836         | | [ 1 ] |
| Thiago Silva              | MDB          | DEM - PDT - PSC - MD - PHS - PSD - PMB  | 19.339         | | [ 1 ] |
| Ulysses Moraes            | PSL          | DC - PRTB - AVANTE                      | 18.721         | Eleito pelo DC. | [ 1 ] |
| Professor Allan           | PDT          | DEM - PDT - PSC - MD - PHS - PSD - PMB  | 18.629         | | [ 1 ] |
| Leandro Félix             | DC           | DC - PRTB - AVANTE                      | 16.604         | 2° suplente, foi promovido a 1° com a morte de Hermes Bergamim e, posteriormente, efetivado com a morte de Silvio Favero. | [ 1 ] |
| Wilson Santos             | PSDB         | PSDB                                    | 14.855         | | [ 1 ] |
| Doutor Eugênio            | PSB          | PSB - PPS                               | 13.458         | | [ 1 ] |
| Doutor Gimenez            | PV           | PV - PTB                                | 12.058         | | [ 1 ] |
| Paulo Araújo              | PP           | PP - PODE - PMN - PROS                  | 11.645         | | [ 1 ] |
| João Batista do Sindispen | PROS         | PP - PODE - PMN - PROS                  | 11.374         | | [ 1 ] |

## Mortes
| Nome          | Partido | Coligação | votos nominais | Notas                                     | Ref   |
| ------------- | ------- | --------- | -------------- | ----------------------------------------- | ----- |
| Silvio Favero | PSL     | PSL       | 12.059         | Morreu em 13 de março de 2021, em Cuiabá. | [ 3 ] |